# دانيال براند
دانيال أوليفر «دان» براند (بالإنجليزية: Daniel Brand)‏ (4 أغسطس 1935 - 10 فبراير 2015)، هُو مصارع أمريكي. فاز براند بالميدالية البرونزية في دورة الألعاب الأولمبية الصيفية 1964.

## روابط خارجية
- دانيال براند على موقع قاعدة بيانات المصارعة الدولية (الإنجليزية)
- دانيال براند على موقع أوليمبيديا (الإنجليزية)